# ميشيل بابتيست
ميشيل بابتيست (بالإنجليزية: Michelle Baptiste)‏ هي عداءة سريعة سانت لوسية، ولدت في 27 أغسطس 1977.

## وصلات خارجية
- ميشيل بابتيست على موقع الاتحاد الدولي لألعاب القوى (الإنجليزية)
- ميشيل بابتيست على موقع أوليمبيديا (الإنجليزية)